# Herning Søndre Provsti
Herning Søndre Provsti er et provsti i Viborg Stift.  Provstiet ligger i Herning Kommune.
Herning Søndre Provsti består af 16 sogne med 17 kirker, fordelt på 12 pastorater.

## Pastorater
| Pastorater i Herning Søndre Provsti | Pastorater i Herning Søndre Provsti  | Pastorater i Herning Søndre Provsti |
| ----------------------------------- | ------------------------------------ | ----------------------------------- |
| Arnborg-Fasterholt Pastorat         | Assing Pastorat                      | Fredens Pastorat                    |
| Gjellerup Pastorat                  | Gullestrup Pastorat                  | Hedeager Pastorat                   |
| Herning Pastorat                    | Kølkær Pastorat                      | Rind-Kollund Pastorat               |
| Sankt Johannes Pastorat             | Skarrild-Karstoft-Ilderhede Pastorat | Sønder Felding Pastorat             |

## Sogne
| Sogne i Herning Søndre Provsti | Sogne i Herning Søndre Provsti | Sogne i Herning Søndre Provsti |
| ------------------------------ | ------------------------------ | ------------------------------ |
| Arnborg Sogn                   | Assing Sogn                    | Fasterholt Sogn                |
| Fredens Sogn                   | Gjellerup Sogn                 | Gullestrup Sogn                |
| Hedeager Sogn                  | Herning Sogn                   | Ilderhede Sogn                 |
| Karstoft Sogn                  | Kollund Sogn                   | Kølkær Sogn                    |
| Rind Sogn                      | Sankt Johannes Sogn            | Skarrild Sogn                  |
| Sønder Felding Sogn            |                                |                                |